# 염좌
염좌(捻挫, sprain, torn ligament, 삠)는 인대가 늘어나 관절에 부상을 입은 것을 의미한다. 근육이 찢어진 것은 좌상이라는 표현을 쓴다. 인대가 늘어났든 근육이 찢어졌든 간에 부위를 고정하고 임상적 처치를 해야 한다. 인대는 거칠기 때문에 섬유 결합 조직과 연결되어있는 뼈끼리 부서지게 될 수가 있다. 관절이 있는 어느 부위든 삘 수 있지만, 가장 많이 삐는 부위는 손·발목 부위이다.

## 증상
- 통증
- 종창
- 멍
- 사지를 움직이는 능력 저하
- 인대가 파열된 경우 톡톡 튀는 소리를 들을 수 있음
- 손상된 관절 부위의 뼈들을 움직이는 데에 생기는 어려움

## 원인
염좌는 보통 관절이 운동할 수 있는 한계를 넘어설 때 발생한다.
염좌의 위험을 높이는 데에는 특정 요소가 작용한다. 일반적으로 근육의 피로가 그 원인이다. 예를 들면, 누군가가 앉아있다가 갑자기 일어나 운동을 시작할 때, 염좌가 발생하기 쉽다. 과학적 증거는 부족하지만, 운동선수들은 보통 준비 운동을 하지 않는 것이 염좌의 원인이라 생각한다. 준비 운동은 관절의 긴장을 풀어주고, 혈류 및 관절의 유연성을 증가시켜 준다고 알려져 있다.

## 진단
염좌의 진단은 보통 외과적 검사를 통해 할 수 있다. 예를 들면, 엑스선 검사를 바탕으로 골절이 없음을 알아낼 수 있다. 또는, 염좌의 치유에 진전이 없거나 없다고 판단될 때, 자기공명영상을 통해 그 주위의 조직과 인대를 관찰한다.

### 분류
1. 1도 염좌 - 아주 적은 수의 인대 조직이 찢어짐.
2. 2도 염좌 - 더 많은 인대 조직이 찢어짐.
3. 3도 염좌 - 인대의 조직이 완전히 찢어짐. 골절된 뼈의 일부가 박리되기도 한다.

### 관절 종류
어느 관절이든지 염좌가 일어날 수 있지만, 몇몇 자주 일어나는 관절이 존재한다.
- 발목 염좌는 가장 흔한 염좌로서, 이 부위에서의 심각한 염좌는 골절보다 더 고통스럽고, 치유가 오래 걸린다고 한다.
- 무릎 염좌. 흔히 잘 알려진 전방 십자인대의 파열이 그 종류이다. 이는 미식 축구, 축구, 야구, 혹은 동양 무술을 하는 운동 선수들에게 자주 일어난다.
- 척추뼈 사이의 인대.
- 손가락
- 손목
- 발가락

## 치료
염좌의 치료는 그 범위와 관절의 종류에 따라 결정된다. 항염증제 같은 약이 통증을 완화시켜주기도 한다.
- 휴식: 염좌는 휴식이 필요하다. 어떤 더 이상의 힘도 그 부위에 가해져서는 안 된다. 예를 들면, 발목 염좌의 경우, 걷는 것을 최소화해야 한다.
- 얼음찜질: 얼음찜질은 염좌 시 종창과 통증을 줄이기 위해 즉시 사용되는 방법이다. 이는 1회 10~15분 정도(더 길게 하는 건 오히려 해를 끼칠 수 있다), 1일 3~4회 정도 얼음을 감싼 채로 시행해야 한다.
- 압박: 드레싱 (의료), 붕대 감기는 염좌 부위를 움직이지 않게함으로써 보조해주는 방법이다. 환부를 감쌀 때는, 환부로부터 더 먼 곳에 더 많은 압력이 가해지면서, 심장 쪽은 압력을 최소화해야 하는데, 이는 불필요한 혈류가 심장으로 돌아가 재사용될 수 있게 한다. 그리고 압박 시, 사지의 혈류를 막아서는 안 된다.
- 들어올리기: 염좌가 발생한 관절 부위를 상대적으로 높이 들어올리는 것은 종창을 최소화할 수 있다.

염좌 부위로 체액이 유입될 수 있기 때문에 치유 과정 중의 종창의 관리는 중요하다.

### 회복
계속해서 움직이지 않는 것은 근육의 위축과 관절의 경화로 이어질 수 있기 때문에, 염좌 부위의 치유를 지연시킨다. 모든 염좌 부위의 효과적인 회복을 위해서는 점차적인 움직임의 증가와 해당 근육의 강화가 필요하다.

## 같이 보기
- 발목 염좌